# Larrouy-Insel
Die Larrouy-Insel (französisch Île Larrouy) ist eine  8 km lange, 3 km breite und bis zu 745 m hohe Insel vor der Graham-Küste des Grahamlands auf der Antarktischen Halbinsel. Sie liegt im Grandidier-Kanal in einer Entfernung von 6,5 km nördlich des Ferin Head.
Die Insel wurde während der Vierten Französischen Antarktisexpedition (1903–1905) unter der Leitung des Polarforschers Jean-Baptiste Charcot entdeckt. Charcot benannte sie nach dem französischen Linguisten und Konsul Paul-Augustin-Jean Larrouy (1847–1906), zu der Zeit Generalbevollmächtigter der französischen Regierung in Argentinien, der die Forschungsreise unterstützt hatte.